# Sexualrausch
Sexualrausch (Originaltitel: The Toy Box) ist ein dem Horror- und Science-Fiction-Genre zugehöriger US-amerikanischer Sexploitationfilm aus dem Jahr 1971.

## Handlung
Das junge Paar Donna und Ralph folgt der Einladung des „Onkels“ und besucht dessen Anwesen. Dort wird ein Fest veranstaltet, bei dem es in den Räumlichkeiten des Anwesens zu erotischen Darbietungen unterschiedlicher Paare kommt. Zur Belohnung für ihre Bemühungen erhalten die Teilnehmer Geschenke aus einer Spielzeugkiste.
Noch während das Fest im vollen Gange ist, häufen sich erschreckende Vorkommnisse, die Donna und Ralph zunächst für Halluzinationen halten. Als die Vorkommnisse in der Tötung mehrerer Menschen gipfeln, erkennen die beiden den Ernst der Lage. Sie dringen tiefer in das Haus ein und finden heraus, dass „Onkel“ ein Außerirdischer ist.

## Hintergrund
Sexualrausch wurde mit einem „unbedeutenden Budget“ von dem als „Sexploitation King“ bekannten Harry Novak produziert, der in den 1960er- und 1970er-Jahren für eine große Anzahl von Exploitationfilmen verantwortlich war.
Uschi Digard, die hier in der im Abspann nicht genannten Rolle der Laura auftritt, genießt heute Kultstatus, den sie unter anderem durch ihre Auftritte in Filmen des Regisseurs Russ Meyer erlangte.
Sexualrausch startete am 1. Oktober 1971 in den bundesdeutschen Kinos in einer auf 72 Minuten geschnittenen Fassung. Diese enthielt Szenen, die nicht zum ursprünglichen Film gehörten.

## DVD-Veröffentlichung
Sexualrausch wurde in Deutschland am 10. Februar 2012 vom Label Subkultur als Nummer 5 der Reihe Grindhouse Collection auf DVD veröffentlicht. Es handelte sich dabei um eine auf 1000 Stück limitierte Auflage.

## Kritiken
Das Lexikon des internationalen Films nennt den Film „ebenso verworren wie scheinheilig.“